# محوطه ده کهنه
محوطه ده کهنه در شهرستان بیجار، بخش چنگ الماس، روستای حسن تیمور واقع شده و این اثر در تاریخ ۱۰ دی ۱۳۸۱ با شمارهٔ ثبت ۶۸۳۳ به‌عنوان یکی از آثار ملی ایران به ثبت رسیده است.